# Aldo Ino Ilešič
Aldo Ino Ilešič (Ptuj, 1 september 1984) is een Sloveens voormalig professioneel wielrenner.

## Belangrijkste overwinningen
2003
3e etappe Ronde van Slovenië
Sprintklassement Ronde van Slovenië
2004
6e etappe Olympia's Tour
2005
1e etappe deel B Paths of King Nikola (ploegentijdrit) (met Hrvoje Miholjevic, Massimo Demarin en Mitja Mahoric)
2006
5e etappe deel A Giro delle Regioni
4e etappe Koers van de Olympische Solidariteit
2008
Poreč Trophy
Beograd-Banja Luka I
2010
3e, 7e en 10e etappe Ronde van Marokko
1e etappe Ronde van Mexico
4e en 5e etappe Ronde van Rio de Janeiro
2012
7e etappe Ronde van het Qinghaimeer
4e etappe Ronde van Rio de Janeiro
3e etappe Ronde van China I

## Ploegen
- 2004 –  Perutnina Ptuj
- 2005 –  Perutnina Ptuj
- 2006 –  Perutnina Ptuj
- 2007 –  Perutnina Ptuj
- 2008 –  Sava
- 2009 –  Team Type 1
- 2010 –  Team Type 1
- 2011 –  Team Type 1-Sanofi
- 2012 –  Team Type 1-Sanofi
- 2013 –  UnitedHealthcare Pro Cycling Team
- 2014 –  UnitedHealthcare Professional Cycling Team
- 2015 –  Team Vorarlberg (tot 30-6)
- 2016 –  Astellas Cycling Team

Bazzana · Bertogliati · Bodrogi · Bowden · Calabria · Callegarin · Dugan · Eldridge · Grendene · Ilešič · A. Jefimkin · V. Jefimkin · Kerkhof · King · Kobzarenko · Kocjan · Mejías · Melero · Reijnen · Sjmidt · Steward · Verschoor · Magner (stagiair) · Rosskopf (stagiair)
Antomarchi · Bazzana · Bertogliati · Bodrogi · Bowden · Calabria · Callegarin · Colli · Cusin · Dugan · El Fares · Eldridge · Fortin · Ilešič · Jefimkin · Kocjan · Laengen · Mejías · Preidler · Reijnen · Rosskopf · Serebrjakov · Verschoor · Lozano (stagiair)
Aitcheson · Dickey · Feehery · Franck · Freter · Gardner · Green · Ilešič · Jenkins · Keough · Livermon · Moors · Murfet · Silverberg · Sitler · Williams